# Johannes Hyrkanos II.

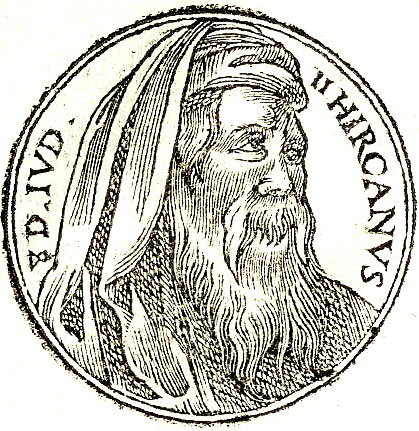
Hyrcanus II. aus „Promptuarii Iconum Insigniorum“

Johannes Hyrkanos II. († 30 v. Chr.) war Jerusalemer Hohepriester von 76 bis ca. 40 v. Chr. und Herrscher (ethnarch) in Judäa von 63 v. bis ca. 40 v. Chr. Er war der älteste Sohn des Hasmonäers Alexander Jannäus, Königs von Judäa 103 v. bis 76 v. Chr., und der Salome Alexandra, Königin von Judäa von 76 v. bis 67 v. Chr., Bruder des Aristobulos II. und Vater der Alexandra. 
Nachdem König Aristobulos I. das Amt des Hohepriesters und die Königswürde in sich vereinigt hatte, kam es zu einer Spaltung in der jüdischen Bevölkerung: Die Auseinandersetzungen zwischen den königstreuen Sadduzäern aus der Adels- und Priesterschicht auf der einen Seite und den das einfache Volk und die alten jüdischen antimonarchischen Bewegungen repräsentierenden Pharisäern auf der anderen Seite bestimmten ab diesem Zeitpunkt die Machtpolitik.
Hyrkanos’ Vater Alexander Jannaios, der Nachfolger des Aristobulos I., unter dem das Hasmonäerreich seine größte Ausdehnung erreicht hatte, suchte die offene Konfrontation mit den Pharisäern. 94 v. Chr. kam es zum Bürgerkrieg, in dem die Macht des Königs auf die Probe gestellt wurde. Nach dem Tod des Alexander Jannaios übernahm seine Frau Salome Alexandra die Regierungsgeschäfte. Ihr gelang es, die Situation zu deeskalieren und die Grenzen des Hasmonäerstaates zu sichern.
Nach ihrem Tod 67 v. Chr. sollte Johannes Hyrkanos König werden, jedoch kam es durch seinen jüngeren Bruder Aristobulos zum Thronstreit, weil dieser den Thron für sich beanspruchte. Hyrkanos wurde von seinem Bruder aus Jerusalem verjagt und suchte Unterstützung bei den Nabatäern. Als Hyrkanos mit einer Armee vor Jerusalem stand, baten die beiden Brüder die nahen Römer unter dem Befehl des Pompeius um Hilfe. Dieser verhalf zunächst Aristobulos II. zur Machtsicherung, verfügte aber, als sich die Unruhen nicht beenden ließen, dass Hyrkanos und Aristobulos ihn auf dem römischen Feldzug begleiten sollten. Nachdem Aristobulos in die Berge geflohen war und Pompeius den Auftrag erhalten hatte, den Asienfeldzug so schnell wie möglich zu beenden und Jerusalem anzugreifen, verbündete sich Hyrkanos mit den Römern. Nach der dreimonatigen Belagerung des Tempelbezirks, in dem sich Aristobulos mit seinen Anhängern verschanzt hatte, kam es zum Blutbad, bei dem über 12.000 Juden getötet wurden. Aristobulos wurde gefangen genommen und eingekerkert. 63 v. Chr. setzte Pompeius Hyrkanos als Hohepriester und Ethnarch in Judäa ein. Judäa war damit Rom tributpflichtig geworden.
Nachdem Caesar die Situation in Judäa durch die Freilassung des Aristobulos und die Bestätigung des Johannes Hyrkanos im Priesteramt stabilisiert hatte, kam es zur Eskalation, als die Parther 40 v. Chr. Judäa eroberten. Johannes Hyrkanos ergab sich, und ihm wurden zur Aberkennung des Hohepriesteramtes bzw., um ihn dafür untauglich zu machen, die Ohren abgeschnitten. Johannes Hyrkanos II. verbrachte seinen Lebensabend in einer jüdischen Gemeinde in Mesopotamien, wo man ihm weiterhin großen Respekt zollte. Im Jahre 30 v. Chr. wurde er unter Herodes wegen der Anschuldigung einer Verschwörung mit den Nabatäern hingerichtet.